# Быстржановские
Быстржановские (Быстршановские, пол. Bystrzonowski) — польский графский и дворянский род герба Старыконь.
В 1824 г. признаны в России графами Царства Польского потомки маршала коронного трибунала Каэтана Быстржановского (pl:Kajetan Bystrzanowski, 1730—1807), возведенного в 1801 в графское достоинство Королевства Галиции и Лодомерии:
- Быстршановский Викентий-Феликс
- Быстршановский Ксаверий
- Быстршановский Людовик (pl:Ludwik Bystrzonowski, 1797—1878)
- Быстршановский Осип
- Быстршановский Франц